# Wielokulturowe Warszawskie Street Party

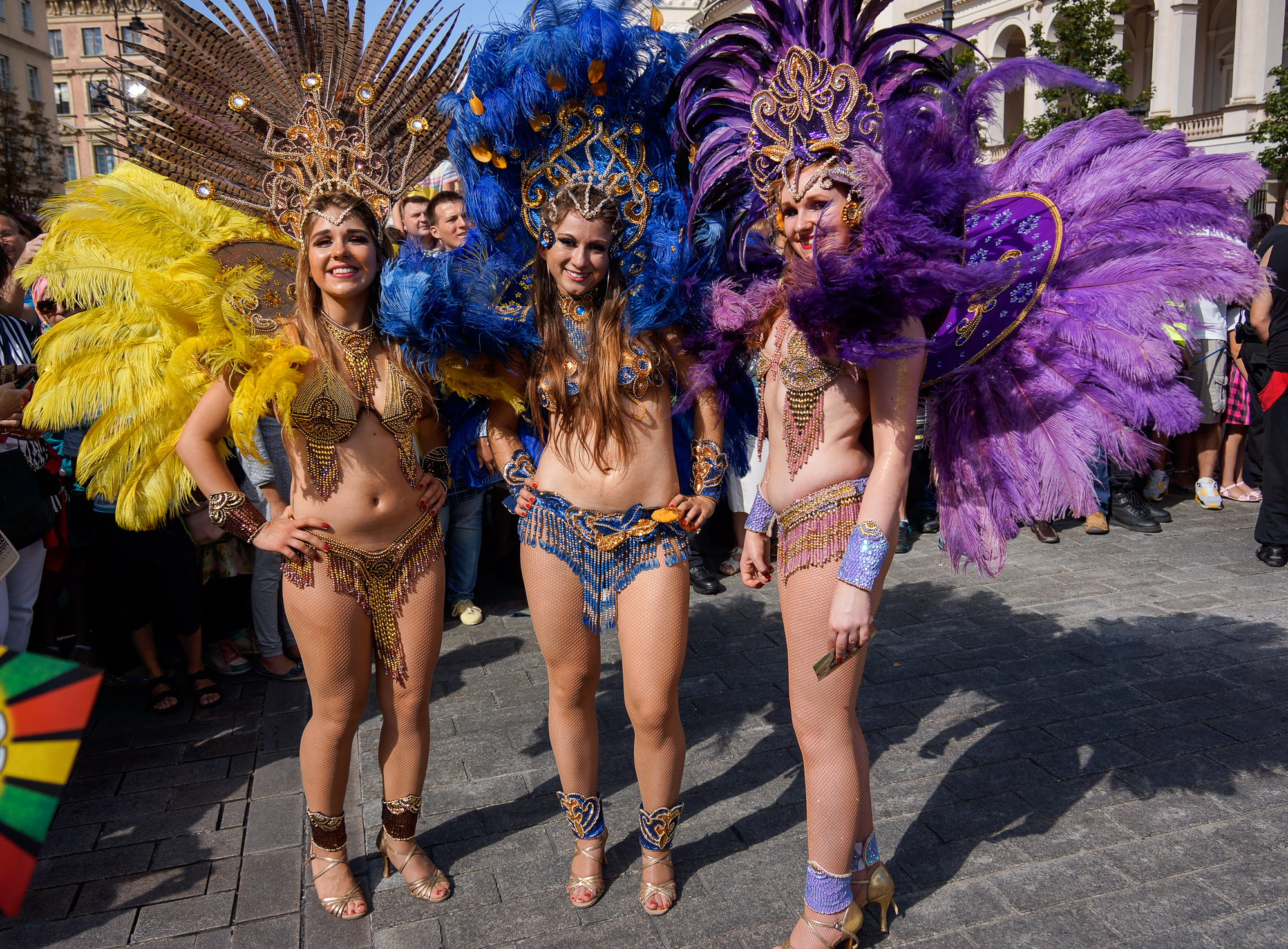
Wielokulturowe Warszawskie Streetparty 2013

Wielokulturowe Warszawskie Street Party – polski festiwal uliczny organizowany w Warszawie od 2007 roku. Festiwal odbywa się w ostatnią niedzielę sierpnia. Festiwal rozpoczyna się paradą, która zmierza ulicami Warszawy do miasteczka wielokulturowego, w którym odbywają się pokazy tańca, koncerty i warsztaty. Uczestnicy wydarzenia mają również możliwość wypróbowania specjalności kuchni z różnych stron świata.

## Idea
Celem festiwalu jest promocja wielokulturowości Warszawy. Podczas wydarzenia mniejszości narodowe i etniczne oraz społeczności imigranckie mają możliwość zaprezentowania swoich kultur, głównie muzyki i tańca.
Festiwal jest organizowany dzięki dofinansowaniu ze środków m.st. Warszawy przez zespół projektu Kontynent Warszawa - Warszawa Wielu Kultur, który należy do działalności Fundacji Inna Przestrzeń. Dyrektorem festiwalu jest Anna Tomaszewska, a dyrektorem artystycznym Zuzanna Dłużniewska.
Do tej pory odbyło się 8 edycji festiwalu. Każdej z nich przewodziło inne hasło:
- I edycja (2007) – Cały Świat w Warszawie[7]
- II edycja (2008) – Warszawa Bez Granic[8]
- III edycja (2009) – Warszawa Stolicą Kultur[9]
- IV edycja (2010) – STO twarzy STOlicy[10][11]
- V edycja (2011) – Warszawa – Wspólna sprawa[12][13]
- VI edycja (2012) – Wszyscy jesteśmy warszawiakami[1][14][15][16][17][18][19][20]
- VII edycja (2013) – Zakochaj się w wielokulturowej Warszawie[21][22]
- VIII edycja (2014) – Kultura Nie-dzieli[23][24][25]
- IX edycja (2015) – Warszawa to MY[26][27]